# Коридоры времени (роман)
«Коридоры времени» (англ. The Corridors of Time) — научно-фантастический роман американского писателя Пола Андерсона. 
Впервые был опубликован по частям в мае-июне 1965 году в ежемесячном журнале «Amazing Stories», а также издан в том же году в твёрдой обложке издательством Doubleday.
Сюжет романа основывается на приключениях человека, ставшего участником войны во времени между двумя группировками.

## Описание сюжета
XX век. К молодому учёному-антропологу, бывшему морскому пехотинцу, Малькольму Локриджу, ожидающему в камере суда за убийство, является таинственная девушка Сторм Дароуэй и предлагает оплатить работу адвокатов и детективов для его оправдания обмен на выполнение для неё некоей опасной работы. Локридж соглашается. После освобождения он приезжает в Данию, где Сторм раскрывает ему свой план: они должны проникнуть на секретную заброшенную базу украинских повстанцев и вынести оттуда золото. Вечером герои проникают в дольмен и попадают в странный бесконечный коридор, где у них происходит перестрелка с тремя охранниками, Сторм и охранники используют энергопистолеты. Локридж и Сторм расправляются с врагами и выходят наружу… в Данию бронзового века. Сторм объясняет, что в её времени (40-й век) идёт война между группировками Хранителей времени и Патрулём времени. Хранители контролируют Восточное а Патруль - Западное полушарие. Опасаясь уничтожить Землю, обе стороны не могут начать тотальную войну и сражаются в различных эпохах, натравливая друг на друга народы. Сторм и её люди копали коридор времени из 20-го века, надеясь обрушиться на врага в его твердыне, однако внезапно на Хранителей напали патрульные и разбили их, уцелела одна лишь Сторм. 
Выдавая себя за богиню, Сторм поселяется в племени рыбаков Тенил Оругарэй. На рыбаков нападает отряд ютоазов, под командованием самого Директора Патруля Брэнна. Ютоазы разбивают рыбаков и берут в плен Локриджа и Сторм. Брэнн предлагает Локриджу перейти на сторону Патруля, уверяя, что это Локридж предупредил его о тайном замысле Хранителей а Сторм после разгрома добывала деньги убийствами прохожих, дезинтегрируя трупы с помощью своего энергопистолета. Увидев, что ютоазы собираются изнасиловать дочь вождя Аури, Локридж отбивает у них девушку и обращается в бегство. Погоня прижимает их к дольмену, Локриджу и Аури приходится пройти через коридор в 1535 год, где в одной из таверн Виборга ожидает связной Хранителей Йеспер Фледелиус. Сверхбдительная охрана городских ворот разоблачает и арестовывает странников и ведёт под конвоем в названную Локриджем таверну. Однако Фледелиус разоружает ландскнехтов и отводит героев на встречу с Хранителем Маретом. Хранители собирают отряд англичан, проводят их через коридор в Англии и внезапным ударом разбивают Брэнна наголову. 
Освобождённая Сторм решает создать здесь на Севере несокрушимую твердыню и начинает работу, в чём ей помогает Локридж. Из допроса Брэнна подтверждается, что именно Локридж выдал ему план Сторм, поэтому Хранители отправляют Локриджа в будущее, в чудовищную цитадель Патруля, где Локридж встречает Брэнна и рассказывает ему, что группа Сторм подкапывается к нему из 20-го века. Брэнн отправляет Локриджа на зондирование мозга, однако тот вырывается, добирается до коридора времени и бежит в будущее, куда ни Патрульные, ни Хранители не могут попасть. Обитатели будущего, построившие гармоническое общество отправляют Локриджа во время Хранителей, где он едва не становится жертвой охотников леди Истар, попадает в деревню слоггов и понимает, что простым людям здесь живётся не лучше чем у Патрульных. 
Локридж возвращается в бронзовый век к Сторм и продолжает служить ей. Последней каплей становится находка чудовищно изуродованного, но всё ещё живого Брэнна, подключённого к мозговому зонду. Локридж высказывает Сторм всё, что о ней думает, его арестовывают, он ожидает казни. Однако вечером на становище нападают пираты. Воспользовавшись неразберихой, рыбаки освобождают Локриджа. Он отплывает с ними в Англию и ведёт их через коридор на 25 лет раньше. Локриджу удаётся создать сильную и богатую конфедерацию племён. Когда приходит время, он собирает силы, переправляется через пролив, громит базу Хранителей и берёт в плен Сторм. Однако умирающий Брэнн находит силы освободиться и придушить свою связанную мучительницу. Локридж освобождает всех пленников и собирается построить аналогичный союз в Дании.

## Персонажи
- Малкольм Локридж — учёный-антрополог из XX века.
- Сторм Дароуэй — Кориока, один из предводителей фракции Хранителей.
- Брэнн — Один из Директоров Патруля времени.
- Аури — девушка из Дании бронзового века, дочь вождя племени Тенил Оругарэй.
- Уитукар — вождь племени ютоазов.
- Йеспер Фледелиус — агент Хранителей в Виборге XVI века.
- Марет, также известный как Маркус Нильсен — Хранитель.
- Джон и Мари — жители будущего, где нет ни Хранителей, ни Патруля.

## Отзывы и критика
Роман получил смешанные отзывы, многие из которых сходятся на том, что произведение приятно читается и в целом не разочаровывает. Тем не менее, SFReviews.net пишет, что вторая половина романа «чистое золото и прекрасный пример жанра художественной литературы, в котором уже не пишут сегодня», и считает, что книга «придётся по вкусу любителям Андерсона (и читающим фантастику вообще)». В свою очередь, критики с ресурса Tor.com впечатлены тем, как Андерсон «пришёл к научно-фантастической идее о физической связи двух концов тоннелей, построенных во времени, и крупного конфликта между группировками, завершённого так аккуратно и удовлетворительно, что нет необходимости читать трилогии книг с сотнями страниц, которые пишут в настоящее время.»

## Комментарии
1. ↑  В оригинале Rangers и Wardens